# ジャパンプロデュース
株式会社ジャパンプロデュース（呼称：ジャパンPRODUCE）は、テレビ番組の企画・制作を業務する制作プロダクションである。

## 所属スタッフ
- 挾間忠行（チーフプロデューサー）
- 立石憲一郎（プロデューサー）

## 主な制作作品

### テレビ番組
（凡例）太字：現在放映中また継続中（特番の場合）の番組・これから放映される番組。特に記述がない場合はTBSで放送。